# John Blake (vívó)
John Percy „Jack” Blake (Shoreditch, 1874. november 13. – Kensington, 1950. december 19.) olimpiai ezüstérmes angol párbajtőrvívó, politikus.